# Der arme Mann im Tockenburg

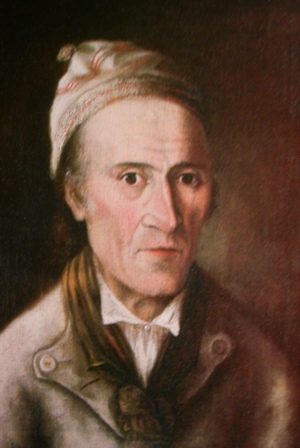
Ulrich Bräker um 1793

Der arme Mann im Tockenburg ist die Autobiografie des Schweizer Kleinbauern, Baumwollspinners, Webers, Ferggers und aufgeklärten Pietisten Ulrich Bräker, die – 1781 bis 1785 geschrieben – 1789 bei Hans Heinrich Füssli in Zürich unter dem Titel Lebensgeschichte und natürliche Ebentheuer des Armen Mannes im Tockenburg erschien. Der deutsche Text wurde ins Französische (1913), Englische (1970), Rumänische (1973), Polnische (1979) und ins Spanische (2013) übertragen.

## Überblick
Als Familienoberhaupt verantwortlich für das Überleben einer Kinderschar verstrickt sich Ulrich Bräker immer tiefer in Schulden, die er zeitlebens nicht zu tilgen vermag.

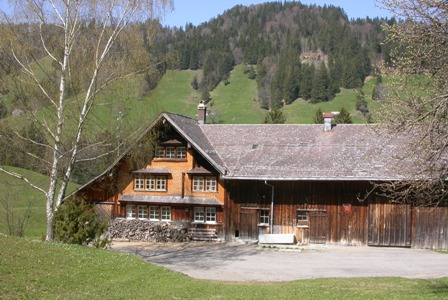
Der Dreischlatthof bei Krinau

- Die ersten 20 der 81 Kapitel kreisen um die ersten 22 Lebensjahre des 1735 geborenen Bräker. Dabei kommen seine Erlebnisse als Hirte auf dem väterlichen Einödhof Dreischlatt in einem westlichen Quertal der Thur am Rande der einsamen Berge zur Sprache.
- Beginn des Siebenjährigen Krieges: Bis zum Kapitel 57 erfährt der Leser sodann von Bräkers Teilnahme an der Schlacht bei Lobositz auf Seiten der Preußen, anschließender Fahnenflucht und glücklicher Heimkehr in die Schweiz am 26. Oktober 1756.
- Bis 1777 – bis zum 70. Kapitel – steht der Salpetersieder und Garnhändler Bräker mit der Ehefrau und den gemeinsamen fünf Kindern im heimatlichen Toggenburg teilweise schlimme Hungerjahre durch.
- Im Rest dieser Lebensgeschichte schildert Bräker humorig seine Versuche als Prosaautor. Die erste Äußerung zur Schreibabsicht fällt anno 1767. Ab 1779 geht es – bis zum Baumwollwareneinfuhrstopp in Frankreich 1785 – mit seinen bisher jahrelangen erfolglosen Bemühungen in der St. Gallener Baumwollbranche langsam aber stetig aufwärts.

## Inhalt
Zu Weihnachten 1735 wird Bräker in Wattwil getauft. Die lieben Großeltern vererben dem Jungen Arndts Wahres Christentum. Weil die Eltern kinderreich und bettelarm sind, muss Ulrich als ältester Bube in der Umgebung des Dreischlatthofes, den der Vater bewirtschaftet, Ziegen hüten. Nach drei Jahren Hüten im Kohlwald ist seine Herde auf hundert Tiere angewachsen. Das freie Hirtenleben hat ein Ende. Der 12-jährige Ulrich muss auf dem Dreischlatthof als Knecht schuften. Der Vater ist mit der Arbeit seines Ältesten unzufrieden. Die Schule durfte Ulrich in all den Kinderjahren nur wenige Wochen besuchen. Das wird später zum Teil aufgewogen. Als 17-Jähriger wird Vaters Knecht Ulrich von Pfarrer Heinrich Näf unterwiesen und konfirmiert.
Anno 1754 gibt der Vater den Dreischlatthof endlich auf. Die Familie zieht aus den Bergen ins Tal zurück nach Wattwil auf die Steig. Ulrich darf als Tagelöhner für den Schloßbauer Weibel K. arbeiten. Der junge Mann verliebt sich in Ännchen. Ulrichs Vater sieht das Mädchen „für eine liederliche Dirn an“. Ulrich soll auf väterliches Geheiß Ursel freien.
Im Herbst 1755 vertraut Ulrichs Vater dem Rechen- und Gabelmacher Laurenz Aller aus Schwellbrunn seinen Sohn an. Draußen in der Welt soll der junge Bursche sein Glück machen. Ulrich verabschiedet sich unter gegenseitigen Liebesschwüren und heißen Küssen von Ännchen. Laurenz Aller verschachert Ulrich in Schaffhausen für reichlich fünf Jahre an den preußischen Werbeoffizier Johann Markoni. Ulrich meint, er sei der Lakai dieses polnischen Edelmannes. In einer Chaise geht es im Hornung 1756 nach Straßburg und am 15. März 1756 ab Rottweil, über Ebingen, Ulm, Nördlingen, Schwabach, Nürnberg, Baiersdorf, Hof, Köstritz, Weißenfels, Halle, Zerbst, Dessau, Görzig, Wustermark, Spandau, Charlottenburg nach Berlin. Am 8. April wird in der Friedrichstadt die Krausenstraße erreicht.
Ulrich fällt aus allen Wolken. Sein neuer Kamerad und späterer Vorgesetzter Cran
setzt ihn lachend ins Bild. Er ist nicht Markonis Bedienter, sondern Rekrut. Der junge Bräker ist Musketier der 4. Kompanie unter Major Lüderitz im 13. Infanterieregiment der preußischen Armee unter Generalmajor Itzenplitz. Bevor das Exerzieren nach einer Woche Berlin beginnt, schaut Bräker tief entsetzt zu, wie Offiziere ihre Soldaten prügeln.
Der Gedanke zu desertieren vergeht dem Schweizer, denn als Strafe droht Spießrutenlaufen. Am 22. August 1756 geht es durchs Köpenicker Tor auf nach Pirna über Müllrose, Guben, Forst, Spremberg, Hoyerswerda, Kamenz und Stolpen. In Bräkers 4. Kompanie marschieren noch die Schweizer Schärer und Bachmann mit.
Während der obengenannten Schlacht bei Lobositz gegen die Österreicher desertiert Bräker am 1. Oktober und darf am 5. Oktober vom österreichischen Hauptquartier Budin aus in seine Heimat ziehen. Diese erreicht er glücklich am 26. Oktober über Prag, Zebrak, Pilsen, Staab, Rötz, Kürn, Regensburg, Ingolstadt, Donauwörth, Dillingen, Buxheim, Wangen, Bregenz, Rheineck und Rorschach. Unterwegs ist Ulrich in Klöstern mit Suppe und mitunter sogar mit Fleisch beköstigt worden.
Daheim in Wattwil wird der preußische Soldat in voller Montur auf Anhieb weder von seinen jüngeren Geschwistern noch von der Mutter erkannt. Dann ist die Freude groß. Aber Ännchen hat inzwischen den Vetter Michel geheiratet und von diesem ein Kind. Vergeblich versucht sich die Treulose bei dem Heimkehrer als Kupplerin. Der Vater setzt Ulrich im Frühjahr 1757 als Salpetersieder ein. Das ist schmutzige Schwerarbeit. Ulrich will wieder in die Welt hinaus. Die steht ihm offen; Brandenburg ausgenommen. Er bleibt und sieht sich nach einer Frau um. Ulrich findet seine „Dulcinee“ in Eggberg. Ihren Namen verrät er nicht. Seine Schöne hat ein „Amazonengesicht“. Das Paar differiert charakterlich; gut so, findet Ulrich. Der Dulcinee gefällt Ulrichs Drecksarbeit nicht. Auf ihr Anraten wird er Garnhändler.

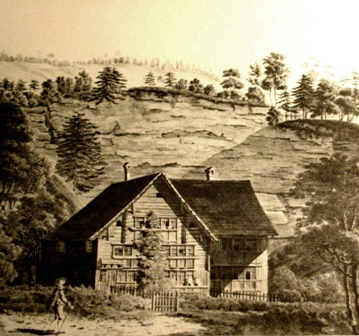
Am 3. November 1761 heiratet Bräker und bezieht mit seiner Frau das neue Wohnhaus im Weiler Hochsteig des Dorfes Wattwil.

1760 will er sie heiraten. Die Dulcinee nimmt nur einen, der ein Haus hat. Ulrich baut eines und zieht am 17. Juni 1761 ein. Anfang November wird geheiratet. Bräker schreibt: „Wenn also meine Ehe schon nicht unter die glücklichsten gehört, so gehört sie doch gewiß auch nicht unter die unglücklichsten, sondern wenigstens unter die halbglücklichen,…“
Am 26. März 1762 kommt Bräkers Vater im Alter von knapp 55 Jahren bei Fällarbeiten im Wald ums Leben. Ulrich muss nun für vier minderjährige Geschwister sorgen. Am 10. September 1762 wird sein Sohn Uli geboren. In Ulrich Bräkers Ehe werden im Laufe der Jahre noch sechs Kinder geboren. Der Sohn Uli und die 1763 geborene erste Tochter sterben im Hungerjahr 1772 an der roten Ruhr.
Bei einem Sturz vom Kirschbaum stirbt 1767 Bräkers Bruder Samson. 1768 sieht Bräker ein, zum Garnhändler hat er nicht das Zeug. Da sind rohe, gewissenlose Menschen recht am Platze. Die Dulcinee hingegen meint, ihr Mann habe die Nase zu tief in die Bücher gesteckt, Zeit mit Schreibereien verplempert, Wein getrunken und sich allzu vertrauensselig mit lügnerischen Geschäftspartnern eingelassen. Das mag alles zutreffen, denkt Bräker, doch „was ist ein Leben ohne Wein…?“
1770 ist das erste Hungerjahr. Schnee deckt die Saat bis in den Mai zu, Unwetter verhageln Bräkers Garten und Kartoffel- sowie Gemüsediebe schmälern die Ernte. Im Mai 1771 leiht dem Familienvater ein gutmütiger Mann Geld und verhilft ihm zu Nutzvieh. Anderen Leuten geht es teilweise wesentlich schlechter. Da hackt ein Vater mit seinen Kindern einen Sack voll Fleisch von einem verreckten Pferd, von dem bereits die Hunde und Vögel gefressen haben, ab.
1779 nimmt er das Angebot eines Fabrikanten aus Glarus an, für ihn Baumwolltücher in Heimarbeit weben zu lassen. Dieser Handel entwickelt sich bis zur Einfuhrsperre Frankreichs 1785 gut, so dass er Hoffnung hat, seine Schulden zu tilgen und ein „bemittelter Mann“ zu werden. Doch nach der Stagnation kann er gerade den Lebensunterhalt seiner Familie finanzieren.
Um 1778 wird Bräker in die „Toggenburgische Reformierte Moralische Gesellschaft“ gewählt. Das ist ein Verein von Bücherfreunden, ins Leben gerufen vom Bräker-Entdecker Johann Ludwig Ambühl. Bräkers Gegner, die ihm Armut und Desertion vorgeworfen hatten, waren von seinen Befürwortern niedergestimmt worden. Diese Mitgliedschaft, die ihm die von seiner Frau als Zeitverschwendung kritisierte Lektüre literarischer Werke ermöglicht, ist für ihn das „Samenkorn [s]einer Autorschaft.“

## Zitat
- Geflügeltes Wort des Familienvaters Ulrich Bräker in den 1770er Hungerjahren: Es wird schon besser werden![7]

## Form
Gegen Ende seiner Autobiographie räumt Bräker ein: „Mein Vaterland ist zwar kein Schlaraffenland… Es ist das Tockenburg, dessen Einwohner von jeher als unruhige und ungeschliffene Leute verschrien waren… Doch… es schickt sich nicht für mich, meine Landleute zu schildern.“ Bräker schreibt vielmehr ausschließlich über sich selbst.
Eingangs des 73. Kapitels tut Bräker die Schreibabsicht kund: „…muß ich dir auch noch ein bißchen erzählen, mein Sohn! dir zur Warnung, damit du sehest, welch ein entsetzlich Ding vor einen ehrliebenden Mann es ist: sich in Schulden zu vertiefen, die man nicht tilgen kann…“ Oder auch das 75. Kapitel beginnt mit: „Diesen Brief, mein Sohn! den ich in jener angstvollen Nacht schrieb,…“
Bräker beschreibt sein Leben zumeist – mit einem lachenden und einem weinenden Auge – von einer höheren Warte aus; blickt mit leisem Spott auf die verflossenen Jahre herab. Zum Beispiel hat er sein Ännchen nicht gekriegt. So muss er notgedrungen mit seiner Dulcinee – in Anlehnung an die Dulcinea – vorliebnehmen.
Gerade in den Jahren 1782–1785, in denen diese Autobiographie entstanden ist, verteufelt Bräker seine Schreiberei: „…alle Begegnisse meines Lebens…, ich könnte ganze Bände damit füllen,…“ könnte „lamentieren wie eine Eule… Aber der närrische Schreibhang hat sich um ein gut Teil [der Geschäfte wegen] bei mir verloren.“

## Rezeption
- Berlin und Stettin 1790, in Friedrich Nicolais Allgemeiner deutschen Bibliothek, Bd. 92, 4 Seiten. Digitalisat Universitätsbibliothek Bielefeld
- 25. Juli 1980, Peter Wapnewski in der Zeit: Ulrich Bräker: Der arme Mann im Tockenburg.

### Verwendete Ausgabe
- Lebensgeschichte und natürliche Ebenteuer des Armen Mannes im Tockenburg. S. 89–308 in: Bräkers Werke in einem Band. Ausgewählt und eingeleitet von Hans-Günther Thalheim. Aufbau-Verlag Berlin und Weimar 1989. 339 Seiten, ISBN 3-351-01328-0. Inhaltsverzeichnis

### Sekundärliteratur
- Hermann Wartmann: Brägger, Ulrich. In: Allgemeine Deutsche Biographie (ADB). Band 3, Duncker & Humblot, Leipzig 1876, S. 232.
- Adolf von Wilbrandt: Ulrich Braeker, der arme Mann im Toggenburg (= Beiträge zur Literaturgeschichte, hrsg. von Hermann Graef, 18). Verlag für Literatur, Kunst und Musik, Leipzig 1906. Digitalisat auf e-Helvetica. BSB.
- Samuel Voellmy: Bräker, Ulrich. In: Neue Deutsche Biographie (NDB). Band 2, Duncker & Humblot, Berlin 1955, ISBN 3-428-00183-4, S. 506 (Digitalisat).
- Dietrich Seybold: Ulrich Bräker. In: Andreas Kotte (Hrsg.): Theaterlexikon der Schweiz. Band 1. Chronos, Zürich 2005, S. 259 f. online
- Georg Thürer: Ulrich Bräker. In: Historisches Lexikon der Schweiz.
- Holger Böning: Ulrich Bräker. Der Arme Mann aus dem Toggenburg – Eine Biographie. 256 Seiten. Orell Füssli Verlag, Zürich 1998, ISBN 3-280-02455-2
- Alfred Messerli (Hrsg.), Adolf Muschg (Hrsg.):  Schreibsucht. Autobiographische Schriften des Pietisten Ulrich Bräker (1735–1798). 200 Seiten. Vandenhoeck & Ruprecht, Göttingen 2004, ISBN 978-3-525-55829-4
- Susanne Hoffmann: Selbsthilfe im Krankheitsfall bei Ulrich Bräker (1735–1798): Die kulturellen und sozialen Ressourcen des „armen Mannes im Tockenburg“ analysiert mit Pierre Bourdieus Kapitalkonzept. In: Würzburger medizinhistorische Mitteilungen, Band 25, 2006, S. 19–41.
- Martin Küster: Ein Toggenburger in Berlin. In: Berlinische Monatsschrift (Luisenstädtischer Bildungsverein). Heft 8, 1998, ISSN 0944-5560, S. 4 (luise-berlin.de).